# The Good Doctor (seizoen 3)
Dit artikel vat het derde seizoen van The Good Doctor samen.

## Rolverdeling

### Hoofdrollen
- Freddie Highmore - dr. Shaun Murhpy
- Nicholas Gonzalez - dr. Neil Melendez
- Antonia Thomas - dr. Claire Browne
- Hill Harper - dr. Marcus Andrews
- Richard Schiff - dr. Aaron Glassman
- Christina Chang - dr. Audrey Lim
- Fiona Gubelmann - dr. Morgan Reznick
- Will Yun Lee - dr. Alex Park
- Tamlyn Tomita - Allegra Aoki

### Terugkerende rollen
- Paige Spara - Lea
- Teryl Rothery - JL
- Lisa Edelstein - dr. Marina Blaize
- Daniel Dae Kim - dr. Jackson Han
- Jasika Nicole - dr. Carly Lever
- Ricky He - Kellan Park
- Elfina Luk - verpleegster Dalisay Villanueva
- Karin Konoval - verpleegster Deena Petringa

## Afleveringen

### Aflevering 1
9 december 2019
Disaster
Shaun stelt voor om een riskante nieuwe operatie toe te passen voor de behandeling van een jonge vrouw met agressieve kanker. Morgan en Alex willen allebei graag het voortouw nemen bij de operatie van een oudere patiënt waarbij een tumor verwijderd moet worden, maar de situatie verandert wanneer de dementie van de patiënt de kop opsteekt. Shaun vertelt dat hij de eerste date met Carly rampzalig vond.

### Aflevering 2
9 december 2019
Debts
Shaun en de nieuwe specialist voeren een experimentele chirurgische ingreep uit om de kaak van een patiënt te herstellen. Shaun besluit het daten nog een kans te geven, maar wel op zijn voorwaarden. Debbie moedigt Aaron aan om Shaun hierin bij te staan.

### Aflevering 3
16 december 2019
Claire
Claire heeft een speciale band met een jonge patiënte die problemen met haar moeder heeft. Hierdoor denkt Claire aan haar eigen relatie met haar moeder. Morgan en Alex behandelen een patiënt wiens been door een zwaardvis is doorboord. Shaun raakt geprikkeld als Claire opmerkingen maakt over zijn vragenlijst aan Carly.

### Aflevering 4
23 december 2019
Take My Hand
Shaun, Alex en de nieuwkomer krijgen te maken met een complottheoreticus die volhoudt dat hij een leveroperatie moet ondergaan, omdat hij is vergiftigd. Claire, Morgan en Neil behandelen een vrouw met een gesprongen blindedarm die tot een dramatische diagnose leidt. Aaron zet een belangrijke stap in zijn relatie met Debbie.

### Aflevering 5
30 december 2019
First Case, Second Base
Shaun heeft zijn eerste operatie toegewezen gekregen door Audrey. Marcus vraagt zich echter af of hij echt klaar is. Ondertussen, terwijl Claire haar gecompliceerde emoties over haar moeder blijft vermijden, hebben zij en Morgan een patiënt wiens diagnose hen doet twijfelen aan zijn verhaal.

### Aflevering 6
6 januari 2020
45-Degree Angle
Shaun wordt afgeleid vlak voordat hij de leiding heeft over een blindedarmoperatie. Alex en Neil bereiden zich voor op een gecompliceerde ingreep bij een jonge moeder. Aaron moet een lastige beslissing nemen over het inhuren van iemand. 

### Aflevering 7
13 januari 2020
SFAD
De nieuwe patiënten van Neil en Claire dwingen hen om hun eigen verdriet onder ogen te zien. Debbies werkwijze stelt Aaron op de proef.

### Aflevering 8
20 januari 2020
Moonshoot
De pogingen van Carly om aan te sturen op meer intimiteit tussen Shaun en haar, leveren meer frustraties op dan ze had verwacht. Audrey en Neil vinden het moeilijk om hun werk en persoonlijke leven gescheiden te houden.

### Aflevering 9
27 januari 2020
Incomplete
Shaun is klaar voor de volgende stap in zijn relatie met Carly. Hij blijft echter worstelen naarmate ze dichter en intiemer worden en krijgt verontrustend nieuws over een diep persoonlijke kwestie. Een jonge patiënt moet een behandeling kiezen die haar leven kan redden of mogelijk haar huwelijk kan vernietigen.

### Aflevering 10
3 februari 2020
Friends and Family
Shaun bezoekt zijn vader op zijn sterfbed en de familiereünie onthult onverwachte resultaten. Neil, Alex, Morgan en Claire behandelen een geblesseerde NFL-speler met ernstige schade aan de wervelkolom. Claire richt zich op haar geestelijke gezondheid.

### Aflevering 11
10 februari 2020
Fractured
Na de dood van zijn vader moet Shaun omgaan met de effecten die zijn intimiteit met Lea zal hebben op zijn relatie met Carly. Ondertussen werkt het team aan een patiënt die tijdens de operatie alle anesthesie weigert uit angst voor een terugval.

### Aflevering 12
17 februari 2020
Mutations
Audrey, Shaun en Morgan behandelen een 25-jarige hardloper die lijdt aan ernstige zwelling; maar wanneer het slechter gaat, roept Shaun de hulp in van Carly. Ondertussen behandelen Alex, Claire en Neil twee 16-jarige kankerpatiënten die aan het daten zijn; en Shaun en Carly werken aan intimiteit.

### Aflevering 13
24 februari 2020
Sex and death
Shaun en Morgan worstelen met een terminale kankerpatiënt die vastbesloten is de laatste paar maanden van zijn leven zonder remming te leven. Ondertussen moet Morgan haar relatie met haar moeder onder ogen zien wanneer ze binnenkomt voor een derde mening van Aaron en Shaun en de relatie van Carly bereikt een nieuw niveau van intimiteit.

### Aflevering 14
2 maart 2020
Influence
Nadat Shaun een patiënt behandelt die een sociale beïnvloeder is, behandelt hij ongewenste aandacht. Ondertussen behandelt het team een vrouw die buikpijn heeft na een fecale transplantatie thuis; en Carly's inspanningen om Shaun van Lea te scheiden worden uitgedaagd.

### Aflevering 15
9 maart 2020
Unsaid
Ondanks alle twijfels van anderen, is Shaun hoopvol dat Carly echt goed is met zijn vriendschap met Lea. Ondertussen behandelt het team een jonge jongen geboren zonder een volledig gevormde luchtpijp en niet in staat om te spreken, die misschien een goede kandidaat is voor een experimentele procedure.

### Aflevering 16
16 maart 2020
Autopsy
Wanneer Shaun een emotionele bekentenis aflegt, en het resultaat is mogelijk niet zoals gewenst. Hij raakt ook geobsedeerd door het uitvoeren van een autopsie op een Jane Doe, die zijn relaties in het ziekenhuis uitdaagt. Claire, Morgan en Marcus behandelen een mannelijke student met een mysterieuze persoonlijkheidsstoornis.

### Aflevering 17
23 maart 2020
Fixation
Een patiënt met een mysterieuze en niet-gediagnosticeerde ziekte die andere artsen al jaren in de war brengt, dwingt Shaun en het team om grote risico's te nemen. Claire en Neil blijven behoedzaam navigeren door hun gevoelens voor elkaar als collega's en vrienden.

### Aflevering 18
30 maart 2020
Heartbreak
Claire en Shaun behandelen een patiënt met een zeldzame vorm van dwerggroei. Morgan, Audrey en Alex behandelen een jonge man die bij een vorig boerenongeluk beide armen had afgescheurd. Shaun reageert op een emotionele situatie.

### Aflevering 19
6 april 2020
Hurt
In de eerste aflevering van de tweedelige seizoensfinale wordt de stad San Jose opgeschrikt door een enorme aardbeving die het personeel van het St. Bonaventure-ziekenhuis op scherp zet terwijl ze racen om de schade te beoordelen en rekening te houden met de veiligheid van hun collega's en vrienden. Ondertussen wonen Neil en Aaron een liefdadigheidsevenement bij wanneer hun leven wordt bedreigd door de aardbeving.

### Aflevering 20
13 april 2020
I Love You
In de tweede aflevering van de tweedelige finale werken onze artsen tegen de tijd en hun eigen persoonlijke veiligheid in om het leven van de mensen om hen heen te redden.
Spijtig genoeg komt hierbij de eerste vaste castlid van The Good Doctor te overlijden: Dr. Melendez gespeeld door: Nicholas Gonzalez.